# Bhulbhule
Bhulbhule – gaun wikas samiti w zachodniej części Nepalu w strefie Gandaki w dystrykcie Lamjung. Według nepalskiego spisu powszechnego z 2001 roku liczył on 664 gospodarstw domowych i 3286 mieszkańców (1725 kobiet i 1561 mężczyzn).